# Uherka
L'Uherka est une rivière de Pologne, dans la voïvodie de Lublin et un affluent gauche du Boug, donc un sous-affluent de la Vistule par le Narew.

## Géographie
Longue de 44,1 km, elle coule à travers un parc paysager, le Chełmski Park Krajobrazowy (pl), traverse la ville de Chełm et se jette dans le Boug en rive gauche, à la hauteur des villages de Siedliszcze et Wola Uhruska.

## Affluents
Ses principaux affluents sont les rivières Janówka, Słyszówka, Garka, Lepietucha et Gdola.

## Galerie

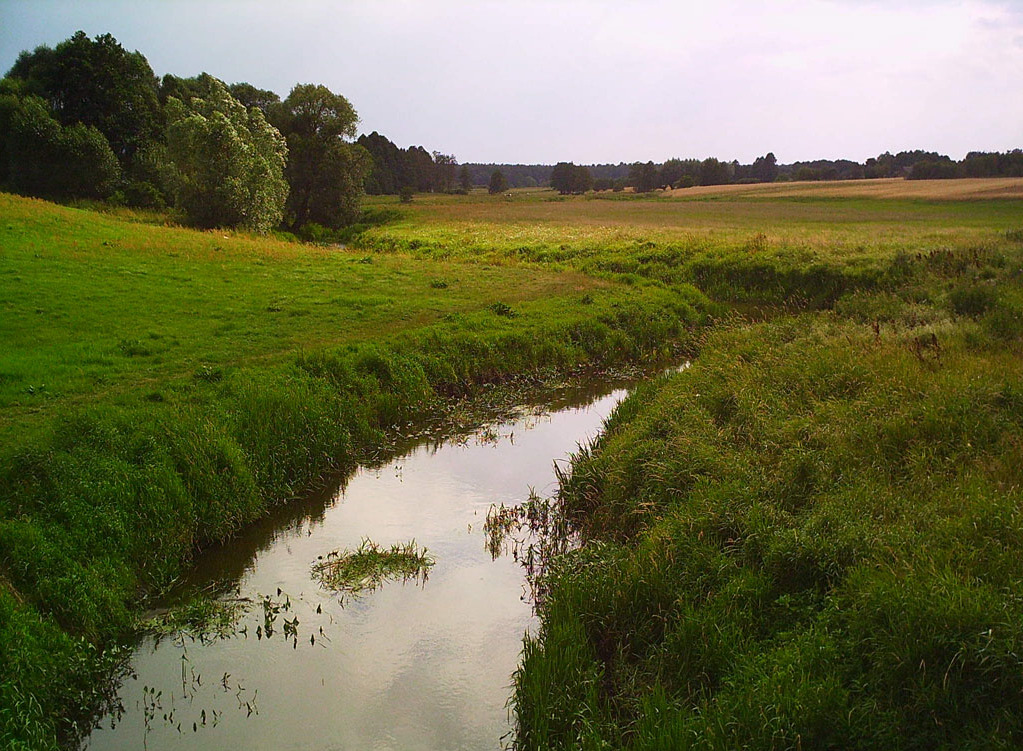
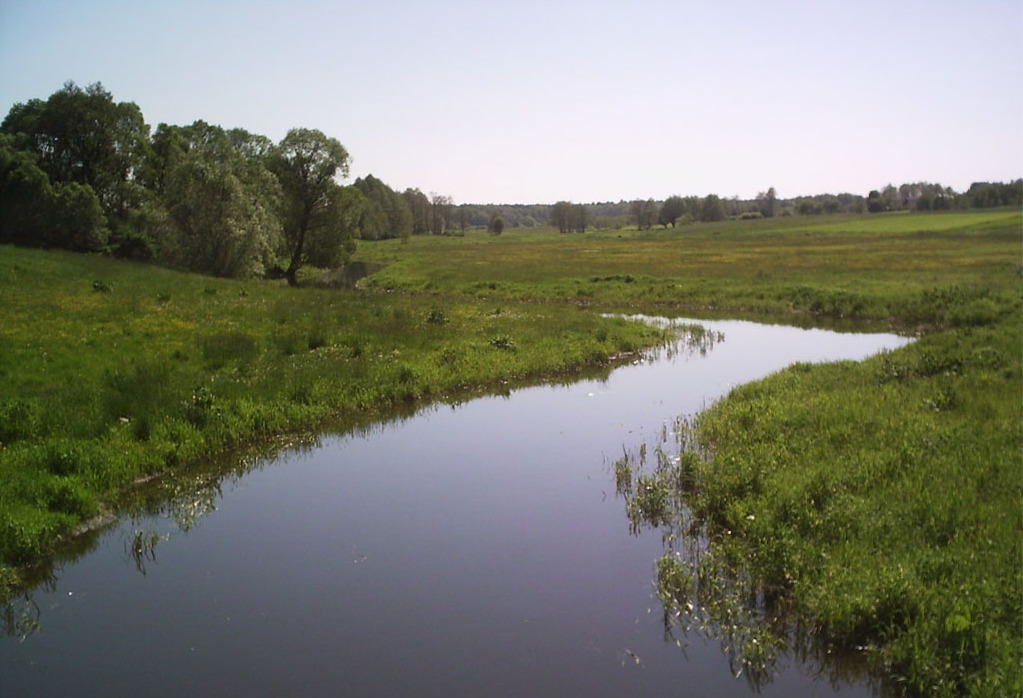
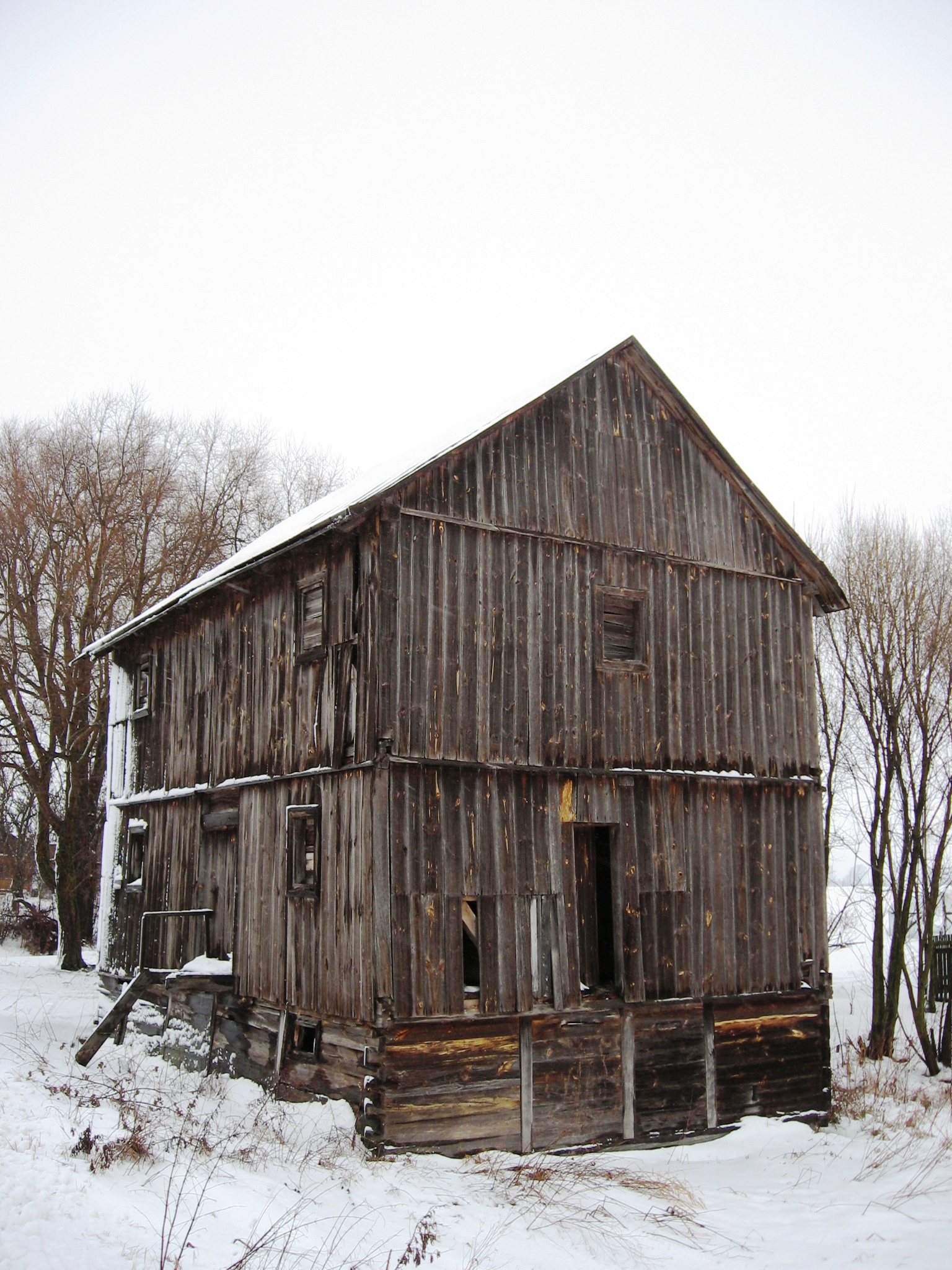
moulin à eau dans la voïvodie de Lublin

## Sources et bibliographie
- (de) Cet article est partiellement ou en totalité issu de l’article de Wikipédia en allemand intitulé « Uherka » (voir la liste des auteurs) dans sa version du 12 décembre 2015.